# Srivatsa

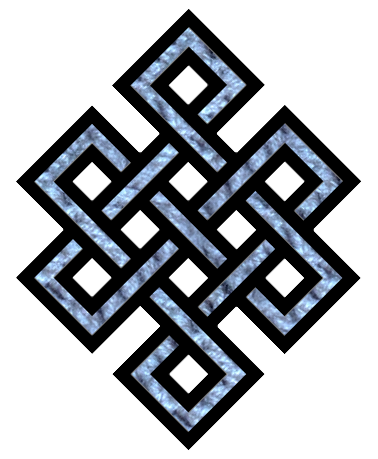
Srivatsa

Srivatsa betekent geliefde van Shri. Srivatsa is in die zin dezelfde als de  hindoeïstische godin Lakshmi. 
Lakshmi is de partner van Vishnoe. Zij wordt met name vereerd in het shaktisme, een van de stromingen binnen het hindoeïsme. Zij wordt verzinnebeeld door een teken op de borst van Vishnoe.
Dat teken en variaties daarvan  is vooral in  het hindoeisme en jainisme een van de acht ashtamangala, geluksbrengende symbolen. In het boeddhisme is het teken dat van een oneindige knoop  die de onderlinge afhankelijkheid van een aantal religieuze doctrines symboliseert, zoals die tussen wijsheid en mededogen en vooral die tussen  afhankelijk ontstaan en sunyata. In het Tibetaans boeddhisme wordt het symbool als een kenmerk van Manjushri gezien